# Феттаев, Сейяр Асанович
Сейяр Асанович Феттаев — советский хозяйственный и государственный деятель, лауреат Государственной премии СССР за выдающиеся достижения в труде.

## Биография
Родился в 1932 году в Крымской АССР. Член КПСС.
Депортирован с крымскотатарским народом в Киргизскую ССР.
В 1946—1991 — плотник, строитель-бетонщик, военнослужащий Советской армии, плотник-бетонщик, бригадир комплексной бригады плотников-бетонщиков треста «Нарынгидроэнергострой».
На строительстве Токтогульской ГЭС бригада Феттаева уложила два миллиона кубометров бетона из трех, установив рекордную выработку, втрое превысившую лучшие показатели, достигнутые к тому времени на прочих гидротехнических сооружениях СССР.
За большой личный вклад в повышение эффективности энергетических ресурсов был в составе коллектива удостоен Государственной премии СССР за выдающиеся достижения в труде 1983 года.
Заслуженный строитель Киргизской ССР.
Делегат XXVII съезда КПСС.
Возвратился в Крым.
Умер после 2012 года.

## Награды
- Орден Ленина (1975)
- Орден Трудового Красного Знамени
- Орден Знак Почёта